# Live at CBGB's
Live at CBGB's es un álbum de Living Colour que fue grabado en vivo el 19 de diciembre de 1989 y lanzado el 11 de junio de 2005. Este disco contiene dos temas que no fueron editados en discos oficiales: Soldier´s y Little Lies. También, está registrada una versión de Sailin´On de Bad Brains.

## Listado de temas
1. Cult of Personality (Reid/Calhoun/Glover/Skillings)
2. Pride (Calhoun)
3. Someone Like You (Skillings)
4. Fight the Fight (Reid/Calhoun/Glover/Skillings)
5. Funny Vibe (Reid)
6. Sailin' On (Hudson/Hudson/Jenifer/Miller)
7. Information Overload (Reid)
8. Love Rears Its Ugly Head (Reid)
9. Soldier's Blues (Reid)
10. Open Letter to a Landlord (Morris/Reid)
11. Solace of You (Reid/Glover)
12. Middle Man (Reid/Glover)
13. Little Lies

## Personal
- Corey Glover - vocalista
- Vernon Reid - guitarra y coros
- Muzz Skillings - bajo y coros
- Will Calhoun - batería y coros

## Producción
- Producción: Vernon Reid y Jeff Magid
- Grabación: Dennis Thompson
- Mezcla: Ron Saint Germain
- Masterización: Vlado Meller

- Datos: Q3281608